# Siemens ES64F4
Lokomotiva Siemens ES 64 F4 je elektrická čtyřsystémová lokomotiva (pro napájecí systémy 1,5 kV DC; 3 kV DC; 15 kV, 16,7 Hz AC; 25 kV, 50 Hz AC) určená především pro těžkou nákladní dopravu, případně též pro osobní dopravu. Některé verze této lokomotivy jsou však určeny pro provoz na menším počtu napájecích systémů, např. verze VP je pouze jednosystémová 3 kV DC, vyráběna byla v letech 2003–2005.
Lokomotiva je představitelem rodiny Siemens EuroSprinter druhé generace, kterou je díky způsobilosti pro čtyři napěťové soustavy možné provozovat (po schválení příslušným drážním úřadem) na převážné většině elektrizovaných normálněrozchodných tratích v Evropě. V roce 2003 začala společnost DB Cargo přebírat první kusy z objednané stokusové série: v Německu je řada označena jako BR 189, maximální rychlost má v základním provedení 140 km/h.
K prvním soustavným jízdám v soustavě 3 kV stejnosměrné došlo v roce 2006, kdy řada BR189 dostala omezené povolení k provozu na trati Bad Schandau – Děčín. V lednu 2012 povolil Drážní úřad provoz těchto lokomotiv na tratích v Česku.
Na Slovensku byla tomuto typu přiřazena řada 390, jedinou lokomotivou této řady se stal stroj 390.001.